# Echinocereus barthelowanus
Echinocereus barthelowanus är en kaktusväxtart som beskrevs av Nathaniel Lord Britton och Joseph Nelson Rose. Echinocereus barthelowanus ingår i släktet Echinocereus och familjen kaktusväxter. Inga underarter finns listade i Catalogue of Life.

## Bildgalleri

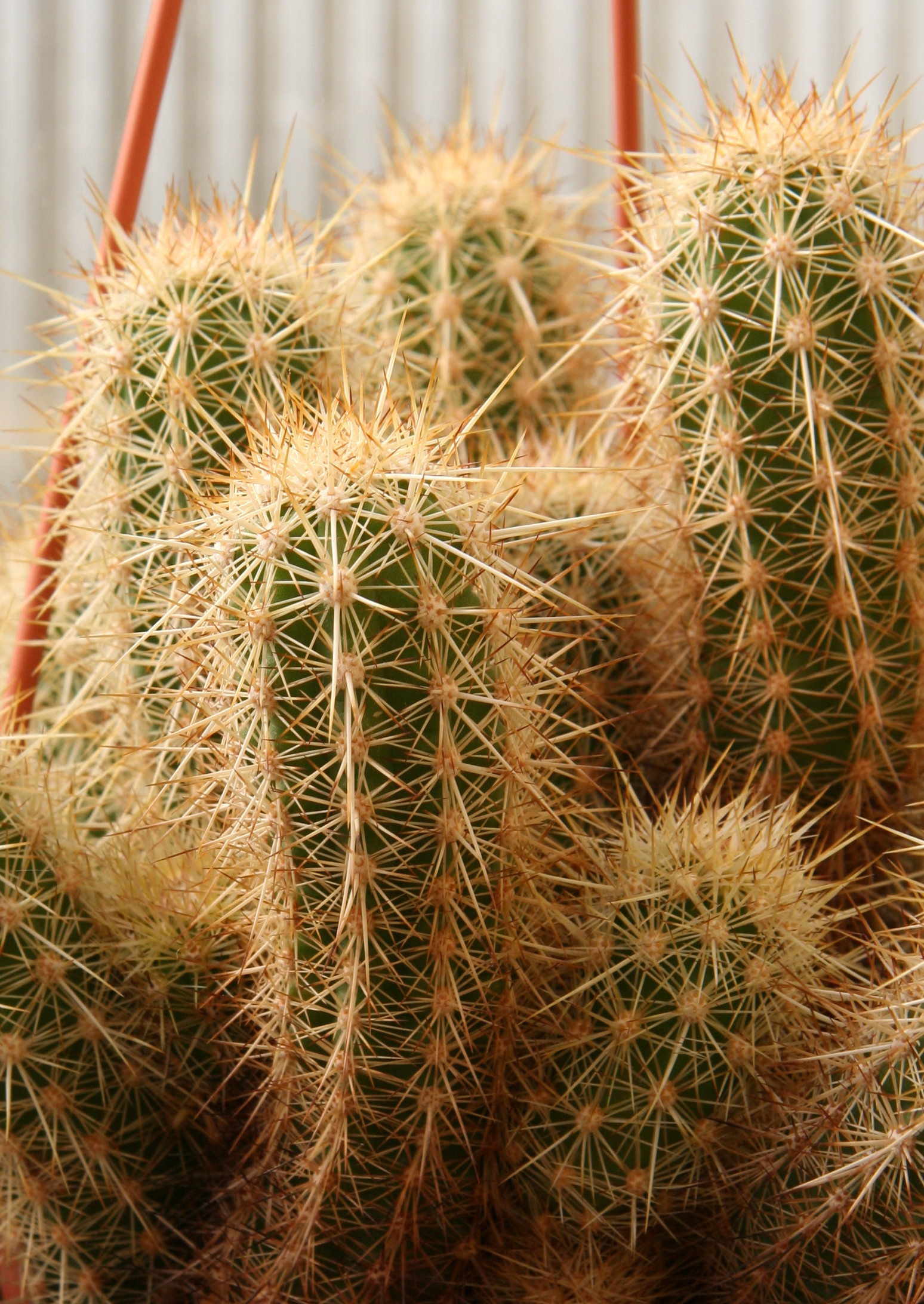